# Харланиха-2
Харланиха-2 — деревня в Волоколамском районе Московской области России.
Относится к Теряевскому сельскому поселению, до муниципальной реформы 2006 года относилась к Теряевскому сельскому округу. Население — 881 чел. (2010).

## География
Деревня Харланиха-2 расположена на левом берегу реки Большой Сестры (бассейн Иваньковского водохранилища), примерно в 18 км к северу от центра города Волоколамска. В деревне две улицы — Берёзовая, Солнечная и два переулка — Лесной и Новый. Ближайшие населённые пункты — деревни Харланиха-1 и Малое Стромилово. Связана автобусным сообщением с райцентром.

## Население
| 1899 | 1926 | 2002 | 2006 | 2010 |
| ---- | ---- | ---- | ---- | ---- |
| 200  | ↗365 | ↘9   | ↗346 | ↗881 |

## История
На плане 1770 г., в Списке населённых мест 1862 г. и справочной книжке 1890 г. указана одна деревня Харланиха Калеевской волости Клинского уезда Московской губернии.
В издании «Населённые местности Московской губернии» 1913 года фигурируют Харланиха 1-я и Харланиха 2-я. В последней было 35 дворов, располагались имение братьев Толбузиных, 3 бумаго-ткацких фабрики и клееваренный завод.
В 1917 году Калеевская волость была передана в Волоколамский уезд.
По материалам Всесоюзной переписи населения 1926 года — деревня Харланихского сельсовета Калеевской волости Волоколамского уезда, проживало 365 жителей (176 мужчин, 189 женщин), насчитывалось 72 крестьянских хозяйства.
С 1929 года — населённый пункт в составе Волоколамского района Московской области.